# Гезер Стеннінг
Гезер Стеннінг (англ. Heather Stanning, 26 січня 1985) — британська веслувальниця, олімпійська чемпіонка.

## Виступи на Олімпіадах
| Олімпіада           | Дисципліна                      | Місце |
| ------------------- | ------------------------------- | ----- |
| Лондон 2012         | двійка розстібна без стернового | 1     |
| Ріо-де-Жанейро 2016 | двійка розстібна без стернового | 1     |